# Baia di Morfou
La baia di Morfou (in greco Κολπος Μορφου?, Kolpos Morfou; in turco Güzelyurt Körfezi) è una baia del mar di Levante, situata lungo il lato nord-occidentale dell'isola di Cipro. Prende il nome dalla città di Morfou, situata nell'entroterra ad alcuni chilometri dalla baia.

## Descrizione
La baia è delimitata a nord dal Capo Kormakitis, la punta nordoccidentale di Cipro, e a sud dalla penisola della Tillyria.
Nei pressi della baia sorgono il sito archeologico dell'antica città greca di Soli e le rovine del palazzo di Vuni..
La baia costituisce la costa più occidentale della Repubblica Turca di Cipro del Nord, la quale rivendica le acque della baia come territoriali proprie. Fu proprio in questa zona che nel 1963 iniziarono gli sbarchi con rifornimenti e volontari per assistere i turchi ciprioti.
Nella baia sfociano i fiumi Serrachis, Elias, Atsas, Xeros e altri più piccoli, provenienti dalle catene del Troodos ( a sud) e del Pentadaktylos (a nord).

## Cultura
Alla foce del Serrachis, secondo la tradizione cristiana, Leontius, un pio cittadino di Soli, trovò uno scrigno con le ossa dei santi Barnaba e Ilarione. La tradizione dice che i due santi erano apparsi davanti a lui e gli avevano indicato il luogo dove si trovava lo scrigno con le loro ossa.